# Liste der Schulen im Hochtaunuskreis
Dieser Artikel beschreibt die Schulen im Hochtaunuskreis. Als Schulträger ist der Kreis verantwortlich für das Schulangebot in allen Städten und Gemeinden des Kreises. Daneben bestehen eine Reihe von Privatschulen, die das Bildungsangebot ergänzen.

## Liste der Schulen
| Ort(Ortsteil)                         | Schule                                                                     | Schultyp                             | Träger         | Adresse                                                      | Bild | Anmerkung |
| ------------------------------------- | -------------------------------------------------------------------------- | ------------------------------------ | -------------- | ------------------------------------------------------------ | --- | --- |
| Bad Homburg v.d.Höhe                  | accadis – International College                                            | Privatschule                         | Privat         | Du Pont-Straße 4 50° 12′ 45,4″ N, 8° 39′ 0,7″ O              | | |
| Bad Homburg v.d.Höhe                  | accadis – International School Bad Homburg – Internationales Gymnasium     | Privatschule                         | Privat         | Norsk-Data-Straße 5 50° 12′ 41,6″ N, 8° 39′ 13,2″ O          | | |
| Bad Homburg v.d.Höhe                  | accadis – International School Bad Homburg – Preschool / Elementary School | Grundschule                          | Privat         | Dietigheimer Straße 24 50° 13′ 54,3″ N, 8° 36′ 28,4″ O       | | |
| Bad Homburg v.d.Höhe                  | Friedrich-Ebert-Schule                                                     | Grundschule                          | Kreis          | Auf der Schanze 56 50° 13′ 3,7″ N, 8° 38′ 4,7″ O             | | |
| Bad Homburg v.d.Höhe (Kirdorf)        | Gesamtschule „Am Gluckenstein“                                             | Gesamtschule                         | Kreis          | Gluckensteinweg 99                                           | | |
| Bad Homburg v.d.Höhe                  | Grundschule „Im Eschbachtal“                                               | Grundschule                          | Kreis          | Jahnstraße 12                                                | | |
| Bad Homburg v.d.Höhe (Dornholzhausen) | Grundschule Dornholzhausen                                                 | Grundschule                          | Kreis          | Schulstraße 6                                                | | |
| Bad Homburg v.d.Höhe                  | Hölderlinschule                                                            | Grundschule                          | Kreis          | Hessenring 156                                               | | |
| Bad Homburg v.d.Höhe                  | Humboldtschule                                                             | Gymnasium                            | Kreis          | Jacobistraße 37                                              | | |
| Bad Homburg v.d.Höhe                  | Kaiserin-Friedrich-Gymnasium                                               | Gymnasium                            | Kreis          | Auf der Steinkaut 1                                          | | |
| Bad Homburg v.d.Höhe                  | Ketteler-Francke-Schule                                                    | Grundschule                          | Kreis          | Weberstraße 18                                               | | |
| Bad Homburg v.d.Höhe                  | Krankenpflegeschule der Kliniken des Hochtaunuskreises                     | Berufliche Schule                    | Kreis          | Siemensstraße 14                                             | | |
| Bad Homburg v.d.Höhe                  | Landgraf-Ludwig-Schule                                                     | Grundschule                          | Kreis          | Rathausstraße 2 – 6                                          | | |
| Bad Homburg v.d.Höhe                  | Maria-Ward-Schule                                                          | Realschule, Berufliche Schule        | Privat         | Weinbergsweg 60                                              | | |
| Bad Homburg v.d.Höhe                  | Paul-Maar-Schule                                                           | Grundschule                          | Kreis          | Holzweg 2                                                    | | |
| Bad Homburg v.d.Höhe                  | Pestalozzischule                                                           | Förderschule                         | Kreis          | Wiesbadener Straße 27                                        | | |
| Friedrichsdorf (Burgholzhausen)       | Grundschule Burgholzhausen                                                 | Grundschule                          | Kreis          | Peter-Geibel-Straße 15                                       | | |
| Friedrichsdorf (Köppern)              | Grundschule Köppern                                                        | Grundschule                          | Kreis          | Dreieichstraße 24                                            | | |
| Friedrichsdorf (Seulberg)             | Hardtwaldschule Seulberg                                                   | Grundschule                          | Kreis          | Landwehrweg 6                                                | | |
| Friedrichsdorf                        | Peter-Härtling-Schule                                                      | Grundschule                          | Kreis          | Hoher Weg 28                                                 | | |
| Friedrichsdorf                        | Philipp-Reis-Schule                                                        | Gesamtschule mit gymn. Oberstufe     | Kreis          | Färberstraße 10                                              | | |
| Glashütten (Schloßborn)               | Grundschule Schloßborn                                                     | Grundschule                          | Kreis          | Ringstraße 29                                                | | |
| Glashütten                            | Hans-Christian-Andersen-Schule                                             | Grundschule                          | Kreis          | Am Brünnchen 1                                               | | |
| Grävenwiesbach                        | Wiesbachschule                                                             | Grundschule                          | Kreis          | Mönchweg 1                                                   | Anfang der 1970er Jahre wurden in Hessen die Dorfschulen geschlossen und Mittelpunkt-Grundschulen geschaffen, zu denen die Schulkinder mit Schulbussen befördert wurden. Die Schule in Grävenwiesbach wurde am 30. September 1971 eingeweiht und erhielt am 31. Januar 1985 den Namen Wiesbachschule. 1992/1993 erfolgte eine Grundsanierung der Schule (insbesondere eine Asbest-Sanierung) für 3,3 Millionen DM. Im Rahmen des Schulbauprogramms des Hochtaunuskreises wurde die Schule 2005 bis 2011 für 7,4 Millionen € erweitert. | Anfang der 1970er Jahre wurden in Hessen die Dorfschulen geschlossen und Mittelpunkt-Grundschulen geschaffen, zu denen die Schulkinder mit Schulbussen befördert wurden. Die Schule in Grävenwiesbach wurde am 30. September 1971 eingeweiht und erhielt am 31. Januar 1985 den Namen Wiesbachschule. 1992/1993 erfolgte eine Grundsanierung der Schule (insbesondere eine Asbest-Sanierung) für 3,3 Millionen DM. Im Rahmen des Schulbauprogramms des Hochtaunuskreises wurde die Schule 2005 bis 2011 für 7,4 Millionen € erweitert. |
| Königstein im Taunus                  | Bischof-Neumann-Schule                                                     | Gymnasium                            | Privat         | Bischof-Kindermann-Straße 11 50° 10′ 31,8″ N, 8° 28′ 25,8″ O | | |
| Königstein im Taunus                  | Friedrich-Stoltze-Schule                                                   | Haupt- und Realschule                | Kreis          | Falkensteiner Straße 18                                      | | |
| Königstein im Taunus (Falkenstein)    | Grundschule Falkenstein                                                    | Grundschule                          | Kreis          | Scharderhohlweg 3                                            | | |
| Königstein im Taunus                  | Grundschule Königstein                                                     | Grundschule                          | Kreis          | Jahnstraße 1                                                 | | |
| Königstein im Taunus (Mammolshain)    | Grundschule Mammolshain                                                    | Grundschule                          | Kreis          | Vorderstraße 150° 10′ 17,7″ N, 8° 29′ 34″ O                  | | |
| Königstein im Taunus (Schneidhain)    | Schule am Kastanienhain                                                    | Grundschule                          | Kreis          | Rossertstraße 10 a                                           | | |
| Königstein im Taunus                  | St. Angela-Schule                                                          | Gymnasium                            | Bistum Limburg | Gerichtstraße 19 50° 11′ 5,7″ N, 8° 27′ 50,7″ O              | | |
| Königstein im Taunus                  | Taunusgymnasium                                                            | Gymnasium                            | Kreis          | Falkensteiner Straße 24 50° 10′ 57,8″ N, 8° 28′ 33,6″ O      | | |
| Kronberg im Taunus                    | Altkönigschule                                                             | Gesamtschule                         | Kreis          | Le-Lavandou-Straße 4 50° 11′ 1,4″ N, 8° 31′ 37,7″ O          | | |
| Kronberg im Taunus                    | Grundschule „Schöne Aussicht“                                              | Grundschule                          | Kreis          | Schöne Aussicht 17                                           | | |
| Kronberg im Taunus                    | Kronthal-Schule                                                            | Grundschule                          | Kreis          | Heinrich-Winter-Straße 2 50° 10′ 41,3″ N, 8° 30′ 37,8″ O     | | |
| Kronberg im Taunus                    | Montessori-Schule Kronberg GmbH                                            | Grundschule                          | Privat         | Le-Lavandou-Straße 2                                         | | |
| Kronberg im Taunus (Schönberg)        | Viktoria-Schule Schönberg                                                  | Grundschule                          | Kreis          | Friedrichstraße 47 50° 10′ 58,9″ N, 8° 31′ 6,6″ O            | | |
| Neu-Anspach (Anspach)                 | Adolf-Reichwein-Schule                                                     | Gesamtschule                         | Kreis          | Wiesenau 30                                                  | | |
| Neu-Anspach (Anspach)                 | Grundschule „An der Wiesenau“                                              | Grundschule                          | Kreis          | Wiesenau 30 a                                                | | |
| Neu-Anspach (Hausen-Arnsbach)         | Grundschule „Am Hasenberg“                                                 | Grundschule                          | Kreis          | Goldammerweg 2                                               | | |
| Oberursel (Taunus)                    | Albrecht-Strohschein-Schule                                                | Förderschule                         | Privat         | Marxstraße 22                                                | | |
| Oberursel (Taunus)                    | Burgwiesenschule                                                           | Grundschule                          | Kreis          | Lange Straße 108a                                            | | |
| Oberursel (Taunus)                    | Dependance Feldbergschule                                                  | Berufliche Schule                    | Kreis          | Karl-Hermann-Flach-Straße 52                                 | | |
| Oberursel (Taunus)                    | Dependance Gymnasium Oberursel                                             | Gymnasium                            | Kreis          | Marxstraße 30                                                | | |
| Oberursel (Taunus)                    | Dornbachschule                                                             | Grundschule                          | Kreis          | Landwehr 4                                                   | | |
| Oberursel (Taunus)                    | Erich Kästner-Schule                                                       | Haupt- und Realschule                | Kreis          | Karl-Hermann-Flach-Straße 60                                 | | |
| Oberursel (Taunus)                    | Feldbergschule                                                             | Berufliche Schule                    | Kreis          | Oberhöchstadter Straße 20                                    | | |
| Oberursel (Taunus)                    | Frankfurt International School e.V. - Gesamtschule                         | Gesamtschule                         | Privat         | An der Waldlust 15                                           | | |
| Oberursel (Taunus)                    | Frankfurt International School e.V. - Grundschule                          | Grundschule                          | Privat         | An der Waldlust 15                                           | | |
| Oberursel (Taunus)                    | Freie Waldorfschule Vordertaunus                                           | Grundschule, Gymnasium               | Privat         | Eichwäldchenweg 8                                            | | |
| Oberursel (Taunus)                    | Geschwister-Scholl-Schule                                                  | Grundschule                          | Kreis          | z. Zt. Römerstraße 1                                         | | |
| Oberursel (Taunus)                    | Grundschule „Am Urselbach“                                                 | Grundschule                          | Kreis          | Marxstraße 20                                                | | |
| Oberursel (Taunus)                    | Grundschule „Mitte“                                                        | Grundschule                          | Kreis          | Schulstraße 27                                               | | |
| Oberursel (Taunus)                    | Grundschule am Eichwäldchen                                                | Grundschule                          | Kreis          | Eichwäldchenweg 6                                            | | |
| Oberursel (Taunus)                    | Grundschule Stierstadt                                                     | Grundschule                          | Kreis          | Fasanenweg 2                                                 | | |
| Oberursel (Taunus)                    | Grundschule Weißkirchen                                                    | Grundschule                          | Kreis          | Bischof-Brand-Straße 15                                      | | |
| Oberursel (Taunus)                    | Gymnasium Oberursel                                                        | Gymnasium                            | Kreis          | Zeppelinstraße 24                                            | | |
| Oberursel (Taunus)                    | Hans-Thoma-Schule                                                          | Förderschule                         | Kreis          | Im Portugall 15                                              | | |
| Oberursel (Taunus)                    | Hans Magiera-Schule                                                        | Förderschule                         | Kreis          | Im Portugall 15                                              | | bis 2024: Helen-Keller-Schule |
| Oberursel (Taunus)                    | Hochtaunusschule                                                           | Berufliche Schule                    | Kreis          | Bleibiskopfstraße 1 50° 12′ 16,7″ N, 8° 35′ 24,3″ O          | | |
| Oberursel (Taunus)                    | Integrierte Gesamtschule Stierstadt                                        | Gesamtschule                         | Kreis          | Kiesweg 17–19                                                | | |
| Oberursel (Taunus)                    | Ketteler-La Roche-Schule                                                   | Berufliche Schule                    | Privat         | Altenhöfer Weg 61                                            | | |
| Schmitten (Niederreifenberg)          | Grundschule Reifenberg                                                     | Grundschule                          | Kreis          | Brunhildestraße 70                                           | | |
| Schmitten (Niederreifenberg)          | Montessori EcoSchool                                                       | Grundschule                          | Privat         | Burgweg 9                                                    | | |
| Schmitten (Arnoldsheim)               | Jürgen-Schumann-Schule                                                     | Grundschule                          | Kreis          | Schöne Aussicht 29                                           | | |
| Steinbach                             | Geschwister-Scholl-Schule                                                  | Grundschule                          | Kreis          | Hessenring 35                                                | | |
| Steinbach                             | Phorms Frankfurt Taunus Campus                                             | Bilinguale Grundschule und Gymnasium | Privat         | Waldstraße 55                                                | | |
| Usingen                               | Astrid-Lindgren-Schule                                                     | Grundschule                          | Kreis          | Wilhelm-Martin-Dienstbach-Straße 11                          | | |
| Usingen                               | Buchfinkenschule                                                           | Grundschule                          | Kreis          | Schulstraße 8                                                | | |
| Usingen                               | Christian-Wirth-Schule                                                     | Gymnasium                            | Kreis          | Schloßplatz 1                                                | | |
| Usingen                               | Helmut-Schmidt-Schule                                                      | Gesamtschule                         | Kreis          | In den Muckenäckern 4                                        | Früher: Konrad-Lorenz-Schule | |
| Usingen                               | Saalburgschule                                                             | Berufliche Schule                    | Kreis          | Wilhelm-Martin-Dienstbach-Straße 22                          | | |
| Wehrheim                              | Heinrich-Kielhorn-Schule                                                   | Förderschule                         | Kreis          | Schulstraße 3–5                                              | | |
| Wehrheim                              | Limesschule                                                                | Grundschule                          | Kreis          | Schulstraße 7–9                                              | | |
| Weilrod (Riedelbach)                  | Grundschule „Am Sommerberg“                                                | Grundschule                          | Kreis          | Talaue 2                                                     | | |
| Weilrod (Rod an der Weil)             | Grundschule im Weiltal                                                     | Grundschule                          | Kreis          | Am Senner 3                                                  | | |
| Weilrod (Riedelbach)                  | Max-Ernst-Schule                                                           | Haupt- und Realschule                | Kreis          | Camberger Weg 8                                              | | |

## Liste ehemaliger Schulen
| Ort(Ortsteil)      | Schule                                     | Schultyp               | Träger                                                         | Adresse                                               | Bild | Anmerkung |
| ------------------ | ------------------------------------------ | ---------------------- | -------------------------------------------------------------- | ----------------------------------------------------- | ---- | --- |
| Friedrichsdorf     | Rhein-Main International Montessori School | Grundschule, Gymnasium | Privat                                                         | Hugenottenstraße 119                                  |      | |
| Oberursel (Taunus) | Urselbach-Gymnasium                        | Gymnasium              | Privat (Gesellschaft für freie Schulen und Bildung Rhein-Main) | An den Drei Hasen 34–36 50° 12′ 22,9″ N, 8° 35′ 52″ O |      | Der Geschäftsführer des Trägervereins des 2013 gegründeten Gymnasiums sympathisiert mit der Gülen-Bewegung, wobei die Schule einen Einfluss des Predigers Fethullah Gülen auf die Einrichtung verneint. Nach Finanzproblemen schloss die Schule im Januar 2018. |